# 格維昂·愛德華茲
格維昂·愛德華茲（英語：Gwion Edwards；1993年3月1日—）是一位威爾士足球運動員。在場上的位置是側鋒。他也代表威爾士各級國青隊和威爾士國家足球隊參賽。

## 外部連結
- 足球数据库：格維昂·愛德華茲的球员统计数据